# Orthocladius multidentatus
Orthocladius multidentatus är en tvåvingeart som beskrevs av Zelentsov 1991. Orthocladius multidentatus ingår i släktet Orthocladius och familjen fjädermyggor.
Artens utbredningsområde är Tadzjikistan. Inga underarter finns listade i Catalogue of Life.